# 康子妮
康滎舫，本名康子妮（英語：Lily Hong，1976年9月25日—）香港女演員及歌手，生於香港，1990年代中短暫移民加拿大，2000年代初回流香港。香港女演員，為前加拿大新時代電視及無綫電視（TVB）女藝員。

## 簡歷
康子妮出生於香港的一個富裕家庭，父親為一名銀行家，母親為香港一間貿易行的文職人員。她曾就讀香港真光中學（小學部），後往加拿大就讀 Henry Kelsey Senior Public School（小學）、Langstaff Secondary School 以及 渔人村高中 (安大略省) (Unionville High School)。中學畢業後以未夠十八歲之齡升讀多倫多大學音樂系。她於十六歲時已經考獲鋼琴演奏級。但當她報考多倫多大學時曾遭到父母反對，因為他們希望康子妮能夠承繼父業。入行前曾在Nishizaki Takako（西崎崇子）開辦的Naxos Music Centre 當音樂及鋼琴老師。1990年代中短暫移民加拿大，並任職於新時代電視，負責主持節目等。2000年代初回流香港，隨後成為無綫電視經理人合約女藝員。
加入無綫電視後，開始參演劇集及主持節目，曾在電視劇《紅衣手記》、《黑夜彩虹》中演出。主持的節目則包括《娛樂大搜查》、《超級發燒友》、《都市閒情》及各類旅遊節目等等。2000年臨時頂替形象盡毀任港秀於中途主持《為食大贏家》。
2007年結束與無綫電視多年來的賓主關係，專心在家中照顧兒子。
2009年開始製作樂譜，包括：《Classic Children’s Songs》、《回到小時候》、《My Favorite Pop Piano Solos》和《吉卜力精選鋼琴譜》。琴紙包括：《The Entertainer》、《月光光》、《小時候》、《小太陽》和《多啦A夢》等等。也錄製了多個鋼琴專輯，包括：《My Favorite Christmas Songs》和《吉卜力精選鋼琴CD》等等；同年開始為鄭伊健作演唱會和音及樂手。
2013年至2016年為《歲月友情演唱會》世界巡迴演唱會當中擔任和音及樂手。
2009至今為香港公開學生音樂比賽作編曲者及評判；2013為迪士尼90週年慶典籌備大型比賽，擔任評委及製作了《迪士尼90週年慶典 鋼琴樂譜第一冊 公主系列》、《迪士尼90週年慶典 鋼琴樂譜第一冊 歷險系列》和《迪士尼90週年慶典 鋼琴樂譜第一冊 經典系列》三冊琴譜作為比賽參賽曲目。
2019年，康子妮近年製作樂譜、推出鋼琴專輯，組織了女子組合「岩巉」，有錄歌、拍微電影，又自製首飾售賣和經營代購。
2019年8月，康子妮為容祖兒的《Pretty Crazy世界巡迴演唱會》擔任和音，並於容演唱《再見我的初戀》及《天之驕女》時演奏長笛。在是次演唱會中，康子妮的認真態度、以及對演出的全情貫注，獲得入場樂迷高度評價。演唱會第十七場至第十九場（2019年8月22日至2019年8月24日）期間，更有入場觀眾高舉「康子妮」三字紙牌；而其中一場（第十七場）一名高舉「康子妮」紙牌的觀眾更獲主角容祖兒留意及邀請合唱，該名觀眾聲言「愛屋（祖兒）及烏（子妮）」。合唱過後，祖兒更於觀眾面前高呼「恭喜你呀康子妮，紅館係屬於你架啦！」令子妮喜出望外！同月更成立「康子妮國際歌迷會」，子妮對此十分興奮。
2020年起，子妮擔任容祖兒巡迴演唱會的和音兼鋼琴手，身兼兩職，更有歌迷專程入場支持子妮。

## 感情生活
前夫為藝人林曉峰，2003年9月11日誕下一子，取名為林寶，2004年9月24日再誕下一子，取名為林熙。康子妮、林曉峰以及兩位兒子的生日月份都是9月，二人亦於2020年9月離婚。

## 演出作品

### 電視劇（無綫電視）
- 2000年：《妙手仁心II》 飾 馮小姐(Lilian) (第15集)
- 2000年：《十月初五的月光》飾 店員
- 2001年：《美味情緣》 飾 李太(食客) (第22集)
- 2002年：《流金歲月》飾 模特兒
- 2003年：《黑夜彩虹》飾 柴文思（Joey）
- 2006年：《天幕下的戀人》飾 許詠思
- 2007年：《紅衣手記》飾 高曉嵐（Crystal）
- 2008年：《東山飄雨西關晴》飾 莊鳳賢
- 2008年：《珠光寶氣》飾 醫生

### 電視劇（ViuTV）
- 2019年 : 《婚內情》 飾 藝術巴士計劃參加者 (第14集)

### 微電影
- 2022年 : 《出發2022》手錶 飾 袁家寶媽媽

### 節目主持（無綫電視）
- 2000年：《互動娛樂圈》《都市閒情》
- 2001年：《超級發燒友》
- 2001年：台慶鉅獻 - 《熱帶雨林蜜月狂奔》
- 2001年：《為食大贏家》
- 2001年：香港賀歲煙花匯演 - 《四洲賀歲煙花匯演》
- 2002年：《旅遊大搜索》
- 2002年：《獅城飲食新潮流》
- 2002年：《康泰最緊要好玩》—與張美妮組成Travel 4 Super Girls
- 2002年：《印尼民丹島自遊新天地》
- 2002年-2003年：《娛樂大搜查》
- 2002年：《2002年度兒歌金曲頒獎典禮得獎名單》
- 2003年－2006年：《大開中門》（無綫電視收費台）

### 綜藝節目
- 2002年：《吾係獎門人》(第15集)- 無綫電視
- 2004年：《繼續無敵獎門人》(第14集 第37集)- 無綫電視
- 2008年-2010年：《Have a Nice Day》 - (第18集 第26集 第21集 第73集) [12]- Lamb Production Limited
- 2012年：《皆大歡喜之溏心風暴》(第14集)- 無綫電視
- 2017年：《1+1的幸福》- (第3集) - 無綫電視
- 2017年：《千奇百趣特工隊》(第18集)- 無綫電視
- 2019年: 《愛我嗎？愛你媽！》[13]- ViuTV
- 2020年：《Chill Club》[14]嘉賓- ViuTV
- 2021年：《中女唔易做》- ViuTV

### 鋼琴譜作品
- 2009年：《Classic Children's Songs》
- 2010年：《回到小時候》[1]
- 2011年：《吉卜力精選鋼琴曲》
- 2012年：《My Favorite Pop Piano Solos》[15]
- 2013年：《迪士尼90週年慶典 鋼琴樂譜第一冊 公主系列》[3]、《迪士尼90週年慶典 鋼琴樂譜第一冊 歷險系列》[4]、《迪士尼90週年慶典 鋼琴樂譜第一冊 經典系列》[5]

### 參與演唱會
- 2012年：《羅敏莊真Sing情演唱會2012》- 和音 鋼琴
- 2017年：《古惑仔之歲月友情演唱會》- 和音
- 2018年：《黄翊最愛的你演唱會》- 和音
- 2019年：《Along with Ekin 鄭伊健 2019 香港演唱會》- 和音、長笛
- 2019年：《Pretty Crazy 容祖兒世界巡迴演唱會》[16]- 和音、鋼琴手、長笛
- 2019年：《黄凱芹“五光十色”巡回演唱會》中山站 - 和音

### 參與演出
- 2012年：《第12屆華語音樂傳媒大獎》[17]- 為陳潔儀鋼琴伴奏 (追/今生今世)

### 電台節目
- 1999年：《兒嬉小天地》 加拿大中文電台 [18]
- 2010年：《AiShiTeRu》- 商業二台（叱吒903）
- 2015年：《圓圈加一點》新城知訊台 - 嘉賓主持
- 2019年：《騷動音樂》 無咗你唔得  [19]- 嘉賓

## 外部連結
- 康子妮Lily Hong的Facebook專頁
- 康子妮的新浪微博
- 康子妮的Instagram帳戶